# Barrage de Katagiri
Le barrage de Katagiri (japonais : 片桐ダム) situé dans la préfecture de Nagano au Japon a été achevé en 1989.